# Majalos
Majalos ili majpan ili majsko drvo tj. "podizanje majpana" običaj je koji se organizira početkom svibnja u nekim selima Slavonije i Srijema.
Majpan je ime za stablo. Visina stabla je oko 7-8 metara. Majpan je ukrašen lipovim granama, iskićeno ručnicima i bocama pića. Poslije završene svečanosti dodjeljuju se nagrade najveselijem paru. 
Majalos se održava oko majpana. Lipine grane su simbol stare slavenske tradicije. 
Majpan na Hrvatskom Bregu u Srijemu podizan je na ulici ispred kavane Josipa-Peše Štrekera odnosno njegove udovice Kate. 